# Opelt (Mondkrater)
Opelt ist ein Einschlagkrater im Südwesten der Mondvorderseite im Norden der Ebene des Mare Nubium, nordöstlich des Kraters Bullialdus und nördlich von Gould.
Der Krater ist von den Laven des Mare fast völlig überflutet und nur noch ein Rest des Kraterrandes ist sichtbar.
| Buchstabe | Position           | Durchmesser | Link |
| --------- | ------------------ | ----------- | ---- |
| E         | 17,07° S, 17,96° W | 8 km        |      |
| F         | 18,11° S, 18,85° W | 4 km        |      |
| G         | 16,86° S, 17,34° W | 4 km        |      |
| H         | 15,84° S, 17,39° W | 3 km        |      |
| K         | 13,63° S, 17,14° W | 5 km        |      |

Der Krater wurde 1935 von der IAU nach dem deutschen Astronomen Friedrich Wilhelm Opelt offiziell benannt. Im November 2012 wurde entsprechend der ursprünglichen Benennung von Johann Friedrich Julius Schmidt der Sohn Otto Moritz Opelt (1829–1912) zugefügt.